# Filon från Larissa
Filon (grekiska: Φίλων, latin: Philon), född 154/153 f.Kr, död 84/83 f.Kr. från Larissa var en grekisk filosof. Han var elev till Kleitomachos som han efterträdde som skolark för den platonska akademin. Under de mithridatiska krigen, som skulle göra slut på Akademin, reste han till Rom där Cicero hörde honom undervisa. Inga av hans verk finns kvar, men han erbjöd en mera måttlig skepticism än sina lärare och tillät att man kunde tro, tillfälligt, utan att vara helt säker.

## Levnad
Filon föddes i Larissa 154/153 f.Kr. Han flyttade till Aten där han blev elev till Kleitomachos, som han efterträdde som skolark (föreståndare) för den tredje, eller nya, Akademin 110/109 f.Kr.. Enligt Sextus Empiricus var han grundare till den "Fjärde Akademin", men andra författare vägrar erkänna mer än tre akademier. Han var lärare till Antiochos från Askalon som skulle bli hans motståndare i den platonska skolan.
Under de mithridatiska krigen lämnade Filon Aten och bosatte sig i Rom år 88 f.Kr. I Rom undervisade han i retorik och filosofi och samlade många framstående elever kring sig, bland vilka Cicero var den mest kände och den mest entusiastiske.
Filon var Akademins siste oomtvistade skolark i direkt linje från Platon. Efter hans död 84/83 f.Kr. splittrades Akademin i rivaliserande fraktioner och försvann till sist, fram till nyplatonismens återupplivande.

## Filosofi
Inga av Filons verk finns kvar idag, utan vår kunskap om hans uppfattning kommer från Numenius, Sextus Empiricus och Cicero. I allmänhet var hans filosofi en reaktion mot den akademiska skepticismen från den Andra och den Nya Akademin till fördel för platonsk dogmatism.